# Paralastor eutretus
Paralastor eutretus är en stekelart som beskrevs av Perkins 1914. Paralastor eutretus ingår i släktet Paralastor och familjen Eumenidae. Inga underarter finns listade i Catalogue of Life.